# Xysticus tyshchenkoi
Xysticus tyshchenkoi là một loài nhện trong họ Thomisidae.
Loài này thuộc chi Xysticus. Xysticus tyshchenkoi được Yuri M. Marusik & Dmitri Viktorovich Logunov miêu tả năm 1995.